# Jay Mehler
Jason "Jay" Mehler (n. Filadelfia, Estados Unidos, 8 de septiembre de 1971) es un músico estadounidense. Fue miembro de la banda de rock británica Kasabian entre los años 2006 y 2013. Era parte de Beady Eye antes de su separación.
Se unió a Kasabian como guitarrista tras la salida de Christopher Karloff. Apareció en los créditos del disco Empire y fue parte de las giras y presentaciones en directo de la banda.
En 2013 asumió el puesto de bajista en el grupo Beady Eye, en reemplazo de Jeff Wootton.
En el año 2017, se une al proyecto de Liam Gallagher solista. Saliendo de gira con el mismo en 2018.
Desde el año 2006 mantiene una relación con Lee Starkey, hija del baterista de The Beatles, Ringo Starr.